# マーティン・プライス
マーティン・プライス（Martin Price）は、イギリスのテクノミュージシャン。
デビュー前はマンチェスターのイースタンブロック(レコード店)に勤務していた。そこの常連客であったグラハム・マッセイらと意気投合しLounge Jaysを結成、そして808ステイトにてダンスシーンの最先端に躍り出る。
だが、「家でも聞けるテクノミュージック」を志向したグラハムらと、あくまでも「ダンスフロア現場主義」に拘るマーティンとの間で意見が対立。音楽性の違いを理由に1992年に脱退する。
また、808stateではサンプリング（Art Of NoiseのJ.Jのような存在でAnnはgrahamか）を担当しており、その導入センスはMC tunesのonly bites、808stateのbuildや90全編、Pacific、lift等に見られるように抜群で、この人が脱退してからは、シンセサイザーや生楽器を主体にしたサウンドに変わった。
その後Switzerlandというユニットを立ち上げるが、シングルを2枚出したのみで終わっている。
808Stateとは不仲な訳ではなく、Rebuildでは監修を行っている。